# Rocce infernali
Rocce infernali (Hills of Peril) è un film muto del 1927 diretto da Lambert Hillyer. Il soggetto è tratto dal lavoro teatrale A Holy Terror di George Abbott e Winchell Smith andato in scena al George M. Cohan's Theatre di Broadway il 28 settembre 1925.
La protagonista femminile del film è interpretata da Georgia Hale che, un paio di anni prima, aveva avuto grande successo in La febbre dell'oro di Charlie Chaplin.

## Trama
Laramie, un cowboy, conquista la fiducia dello sceriffo salvandolo da due truffatori. Trovandosi invischiato negli affari di una banda di contrabbandieri, Laramie si unisce ai banditi. Incontrata Ellen Wade, una bella ragazza che vuole riattivare una miniera abbandonata, decide di restare in città. I contrabbandieri, intanto, si accorgono che stanno per essere presi e si preparano a fuggire ma Laramie, che in realtà lavorava sotto copertura per le autorità cittadine, contribuisce alla loro cattura e, per questo, viene eletto sceriffo.

## Produzione
Il film fu prodotto dalla Fox Film Corporation

## Distribuzione
Il copyright del film, richiesto dalla Fox Film Corp., fu registrato il 1º maggio 1927 con il numero LP24015.
Distribuito dalla Fox Film Corporation, il film uscì nelle sale il 1º maggio 1927.

### Date di uscita
IMDb
- USA	1º maggio 1927
- Finlandia	11 novembre 1929

Alias
- Der unfreiwillige Sheriff 	Austria
- Sheriff wider Willen	 Austria